# 黒森山 (盛岡市・紫波町)
黒森山（くろもりやま）とは、岩手県盛岡市と紫波郡紫波町の境に位置する標高837.3mの山である。

## 特徴
北上川の東にあり、朝島山や鬼ヶ瀬山とともに乙部三山の一つ。
付近は1943年（昭和18年）までは、金の採掘や精錬が盛んで多くの坑道が掘られた歴史ある山域。途中には大きな岩に囲まれた黒森大権現が祀られている。山頂からは岩手山や盛岡市街、南昌山や赤林山などが眺められる。